# 丹尼尔·安德松
丹尼尔·安德松（瑞典語：Daniel Andersson；1977年8月28日—）是一位已經退役的瑞典足球運動員和現任足球教練。在場上的位置是中場和後衛。他效力過的最後一家球隊是瑞典球隊馬爾默足球俱樂部。他也曾代表瑞典國家足球隊參賽。